# Torpediniformes
Torpediniformes é uma ordem de raias do grupo Batoidea. Eles são conhecidos pela capacidade de produzir descargas elétricas, variando de 8 a 220 volts dependendo da espécie, usada para paralisar as presas e para defesa. O clado conta com 69 espécies classificadas em duas famílias.